# Веха (гидрографическое судно)
«Веха» — портовое (впоследствии гидрографическое) судно Русского императорского флота и Русской эскадры, принимавшее участие в восстании броненосца «Потёмкин».

## История
- 1893 — Построено в Николаеве, вошло в состав Черноморского флота как портовое судно.
- 27 сентября 1907 — Переклассифицировано в тральщик.
- 1914 — Переклассифицировано в гидрографическое судно.
- 16 декабря 1917 — Перешло на сторону Советской власти.
- 1 мая 1918 — Захвачено в Севастополе германскими войсками.
- Ноябрь 1918 — Захвачено в Севастополе белогвардейцами.
- Декабрь 1918 — Захвачено в Севастополе англо-французскими интервентами.
- Апрель 1919 — Вошло в состав белогвардейского флота.
- 14 ноября 1920 — Уведено врангелевцами за границу при эвакуации из Севастополя.

## Участие ввосстании на ЭБР «Потёмкин»
В 18:00 15 июня 1905 года восставшая команда броненосца задержала портовое судно «Веха», шедшее из Николаева в Одессу с грузом. Судну было приказано встать по корме броненосца и не иметь сообщения с берегом. Командир судна полковник КФШ барон П. П. Эйхен, прибывший на броненосец с рапортом, был схвачен и отведён в каюту, но перейти на сторону восставших отказался. В 19:00 от его имени офицеры «Вехи» (прапорщики С. Исаев, Е. Крышкевич и судовой врач В. М. Королёв) были также вызваны на броненосец и арестованы. Затем судну, которым командовал единственный оставшийся на нем офицер, прапорщик А. Полухин, было приказано пришвартоваться к борту «Потёмкина». Взошедший на борт судна караул во главе с А. Н. Матюшенко арестовал прапорщика Полухина, кондуктора А. Ковалёва и коллежского секретаря Баркарёва. Всем арестованным было предложен перейти на сторону восставших, но они (за исключением Ковалёва и Королёва) отказались. Несмотря на требования команды «Вехи» выдать им офицеров для расправы, команда броненосца в 21:00 отправила арестованных на берег шлюпкой, выдав им на руки 600 рублей из вскрытой судовой кассы.
Команда «Вехи» (56 человек) после участия в митинге вернулась на своё судно, с ними отправился агитатор бундовец А. П. Березовский.
16 июня на собрании судовой комиссии броненосца было решено превратить «Веху» в госпитальное судно, для чего с «Потёмкина» были перевезены 12 раненых и больных матросов и врач А. С. Галенко, а также запас провизии и почти все медикаменты из лазарета броненосца. На мачте был поднят флаг Красного Креста. Вновь назначенному командиру «Вехи» кондуктору А. Ковалеву было приказано отвести судно к Пересыпи, что и было сделано в 16:25. 17 июня выяснилось, что на броненосце не осталось ни врача, ни медикаментов. Посланный к «Вехе» катер вернул часть медикаментов, но врач остался на судне.
18 июня «Веха» загрузилась углём с парохода «Пётр Регир» и вышла в море вслед за «Потёмкиным», но команда судна, не зная, куда направился броненосец, взяла курс на Очаков, куда прибыла на следующее утро. Затем по приказу судно перешло в Николаев.